# Cnaemidophorus
Cnaemidophorus ist eine Schmetterlingsgattung aus der Familie der Federmotten (Pterophoridae). Der Gattungsname könnte leicht mit dem der Echsengattung Cnemidophorus verwechselt werden.

## Merkmale
Die Falter sind orangebraun gefärbt, die in Europa vorkommende Art Cnaemidophorus rhododactyla erreicht eine Flügelspannweite von 18 bis 26 Millimetern. Die Vorderflügel sind zweifach, die Hinterflügel dreifach eingeschnitten. Auf den Hinterflügeln befindet sich am Apex des dritten Flügellappens ein Schuppenzahn. Das Costaldreieck ist gut entwickelt. Auf den Vorderflügeln ist die Ader R1 ausgebildet. Die Palpen sind kurz und schlank und besitzen ein stark ausgebildetes Basissegment.

## Verbreitung
Ein Vertreter der Gattung Cnaemidophorus ist auf der Nordhalbkugel (Holarktis) mit Ausnahme des hohen Nordens verbreitet, eine Art kommt in der Afrotropis (Madagaskar) vor und eine Art ist in der Neotropis (Kolumbien) beheimatet.

## Lebensweise
Die Raupen fressen an verschiedenen Rosenarten wie der Hunds-Rose (Rosa canina), der Bibernell-Rose (Rosa spinosissima) und weiteren Rosenarten, unter denen sich auch kultivierte Arten befinden. 

### Flugzeit
Die in Europa vorkommende Art Cnaemidophorus rhododactyla bildet eine Generation im Jahr, die von Juni bis August fliegt. Die Falter sind nachtaktiv und werden vom Licht angelockt. 

## Systematik
Der Gattung Cnaemidophorus werden gegenwärtig drei Arten zugeordnet, von denen eine auch in Mitteleuropa vorkommt. Die Typusart Cnaemidophorus rhododactyla wurde von Denis & Schiffermüller 1775 als Alucita rhododactyla beschrieben.
- Cnaemidophorus horribilis Gibeaux, 1996 Madagaskar
- Cnaemidophorus rhododactyla (Denis & Schiffermüller, 1775) Holarktis
- Cnaemidophorus smithi Gielis, 1992 Kolumbien

### Synonyme
- Cnemidophorus Zeller, 1867
- Eucnernidophorus Wallengren, 1881
- Euenemidophorus Pierce & Metcalfe, 1938